# Bleu roi
Texte en indice

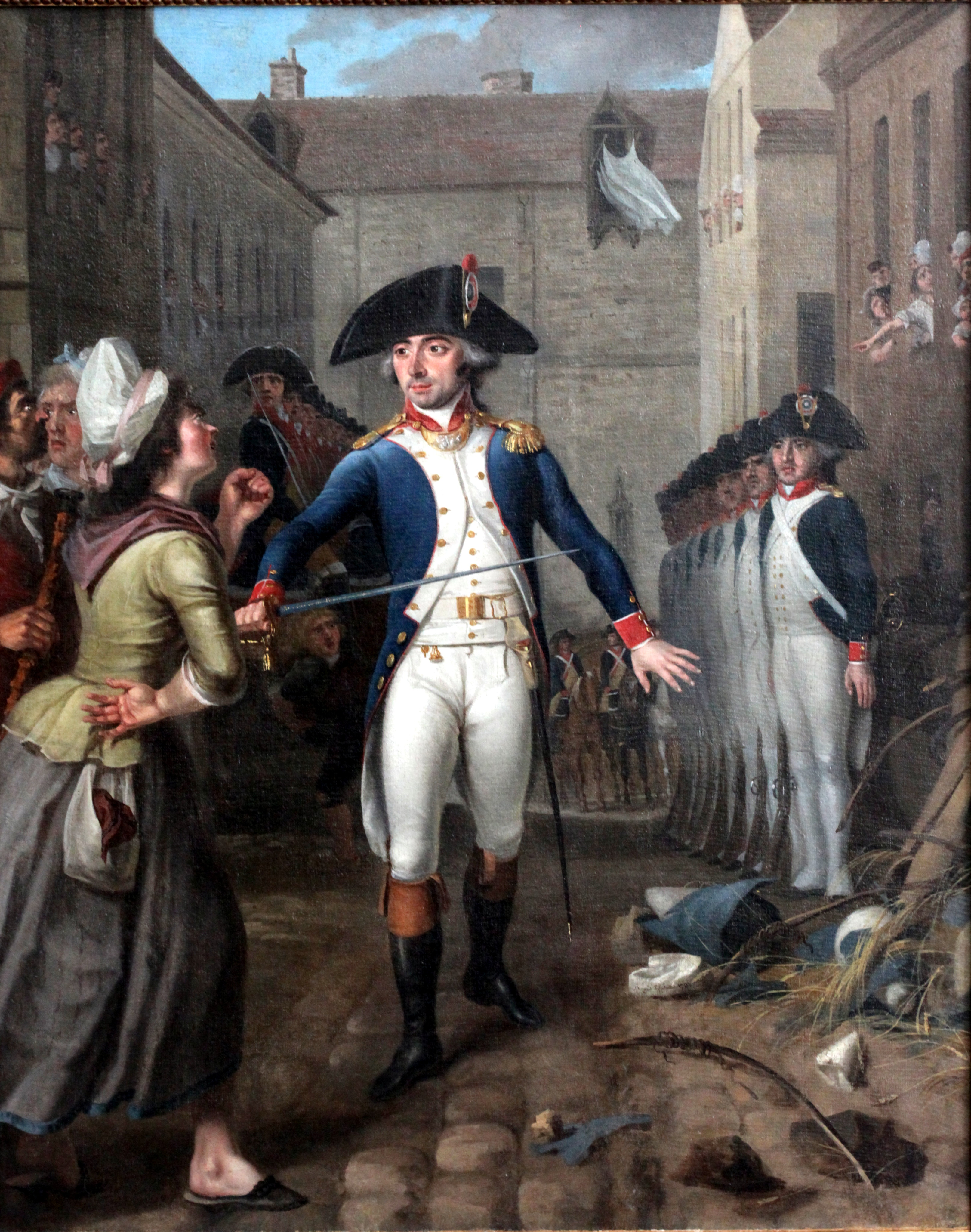
Garde national protégeant une cargaison de sucre pendant les émeutes parisiennes de janvier 1791, (musée de la Révolution française).

Bleu roi est un nom de couleur utilisé principalement dans l'habillement et la mode. Il désigne un bleu soutenu qui était la couleur principale de l'uniforme du régiment des Gardes françaises créé en 1563 pour assurer la garde du roi.
À la Révolution française, la couleur de l'uniforme « bleu de roi, doublure blanche, parement & collet écarlate » des Gardes françaises devint celui de la Garde nationale.
Le bleu roi s'obtenait avec la teinture de premier choix extraite de la guède (dit aussi pastel des teinturiers). Au XIXe siècle, on le fait avec du bois de campêche.

## Définitions de la couleur
Chevreul s'est attaché, au XIXe siècle, à définir les couleurs aussi précisément que possible, en se basant sur la comparaison avec les couleurs du spectre repérées grâce aux raies de Fraunhofer. Le nuancier de Chevreul est particulièrement approprié aux tissus, puisqu'il se compose d'échantillons de fil teint. Le bleu-de-roi est un nom de couleur de la nomenclature de la Manufacture de la Savonnerie. Pour Chevreul, ce « bleu-de-roi [est] 3 bleu 12 et 13 tons — Il ne faudrait pas croire qu'un bleu, qualifié d’impérial, est le correspondant du 3 bleu 12 et 13 tons, dit bleu-de-roy, car M. Tuvée a appelé bleu impérial une couleur correspondant au bleu-violet 12 ton », soit approximativement cette couleur. Le bleu-de-roi est presque identique à la meilleure teinture de guesde : « Fleur-de-guesde, 3 bleu 14 ton. » Ces bleus « peuvent recevoir un cochenillage. Ils sont donc ou peuvent être violetés ». Par comparaison, le bleu outremer, est « 3 bleu 10 ton (Guimet), ou 11 tons (Courtial) » bleu de cobalt est « 3 bleu 11 ton ». Toutes ces couleurs sont proches et ne se distinguent que par la clarté. Les classements sont faits sur des teintures neuves, dont il faut se souvenir que, jusqu'au XXe siècle, elles étaient très sujettes à se décolorer avec le temps, l'exposition à la lumière, le lavage.
Le Répertoire de couleurs de la Société des chrysanthémistes note, en 1905, que le Bleu de Roi est une dénomination commerciale chez les marchands de couleur Lefranc et Lorilleux, lui donnant pour synonymes bleu bronzé, Bleu d'acier (ce nom est celui de la nuance en allemand, anglais et espagnol), Bleu chromotypo et Bleu brillant. Il donne quatre tons. Le bleu d'Outremer est, dans ce répertoire, un bleu différent
.
Actuellement, l'expression bleu roi, dans le contexte de la mode, ne signifie rien d'aussi précis, et les teintes présentées vont d'un bleu foncé un peu terne à un bleu soutenu tirant un peu vers le vert comme le bleu ciel RAL 5015 ou le bleu gentiane 5010, en passant par le bleu outremer.
On trouve un Bleu roi parmi les mi-teintes Canson (n° 495), et des couleurs plus ou moins vives en teinture pour textiles : bleu roi, bleu roi ; en adhésif bleu roi.
Le béret d'uniforme de l'Aviation légère de l'Armée de terre française est bleu roi.

## Termes proches
Les sources ne donnent en général aucune indication sur la nuance précise dont il s'agit. Deux expressions peuvent être synonymes pour l'un, et désigner des couleurs différentes pour un autre.
Bleu de roi ou bleu de roy
Nombreuses occurrences. Une ordonnance royale du 1er février 1744 rapportée par le Mercure de France dit « couleur vulgairement appelée Bleu de Roi ».
Bleu royal
Les Annales de l'industrie nationale de 1821 l'indiquent comme bleu de cobalt. Le Journal des anecdotes, 1833, moins spécialisé, parle de l'« habit bleu royal » d'un élégant.
Bleu national
La couleur d'uniformes est ainsi définie pendant le Consulat. Pour Schützenberger 1867, p. 327, il s'agit d'une couleur différente ; pour cet auteur, p. 332, le bleu national est aussi appelé Bleu de Nemours.
Bleu de France
Le nom de couleur bleu de France est attesté en 1841. En 1878, on lit : « Le bleu de France que l'on produit sur la soie est du bleu de Prusse préparé d'une manière particulière sans mordants ferrugineux, mais seulement avec l'acide ferrocyanhydrique (obtenu en traitant le ferrocyanure de potassium par l'acide sulfurique » ; c'est donc une couleur différente de celles définies comme bleu roi par les autres auteurs.
Le Bleu de France est la livrée nationale utilisée par les automobiles de courses françaises en compétition internationale[réf. souhaitée].
Couleur de roi
Obtenu en mélangeant à la guède de l'écarlate, il désigne au début du XVIIIe siècle, une couleur plus violacée.